# 大江維時
大江 維時（おおえ の これとき）は、平安時代前期から中期にかけての公卿・学者。伊予権守・大江千古の三男。官位は従三位・中納言、贈従二位。

## 経歴
大江氏の血だけでなく、祖父大江音人の門弟であった巨勢文雄を外祖父に持ち、早くからその才能を発揮する。醍醐朝半ばの延喜16年（916年）文章生に補せられる。29歳での文章生は当時の他の例と比較するとやや遅いものの、翌延喜17年（917年）に僅か1年で文章得業生になっており、文章得業生への選抜の早さから考えると、維時は抜群の才能の持ち主であったことを窺わせる。
延喜21年（921年）六位蔵人となるが、その在任中から侍読も務める。延長6年（928年）に蔵人の労により従五位下への叙爵を受け、大学助に任ぜられている。その後、延長7年（929年）文章博士、承平5年（935年）式部少輔、天慶2年（939年）大学頭と学者としての官職を歴任し、承平4年（934年）従五位上、天慶2年（939年）正五位下、天慶4年（941年）従四位下と2歳年上で従兄弟の大江朝綱と肩を並べて昇進を重ねた。
天慶7年（944年）式部大輔に任ぜられるとともに、春宮・成明親王の東宮学士を兼ねる。天慶9年（946年）成明親王が即位（村上天皇）すると、維時は学士の功労により二階昇進して正四位下に叙せられる。天暦4年（950年）には朝綱に先んじて参議に任ぜられ、祖父の大江音人以来約70年ぶりに大江氏からの公卿となった。
議政官の傍らで式部権大輔を兼帯し、天暦9年（955年）に従三位に叙せられる。また、天徳元年（957年）撰国史所別当となり、『新国史』の編纂に参画している。天徳4年（960年）には73歳で中納言に昇った。応和3年（963年）6月7日薨去。享年76。最終官位は中納言従三位。醍醐天皇・朱雀天皇・村上天皇の三代の侍読を務めた功労により従二位の贈位を受けた。

## 人物
学士として仕えた成明親王の命により前代の人々の漢詩を集めた『日観集』、中国の漢詩を集めた『千載佳句』を編纂した。また、唐に留学して中国の兵法『三略』を学び、それを『訓閲集』という120巻の書物に記している。また、日本最古の兵書といわれる『闘戦経』の作者に比定されている。

## 逸話
- 記憶力に優れ、平安遷都以降の人物の死没年や屋敷の移り変わりの様子などを把握していたとされる（『続古事談』）[2]。
- 従兄弟の大江朝綱とはライバル同士であったが、維時の子孫である大江匡房が著した『江談抄』では「維時は才学においては朝綱よりも優れていたが、文章においては朝綱の敵ではなかった」と評されている[3]。実際に『本朝文粋』に採録された当時の執政・藤原忠平の文書の草案は全て朝綱によるもので、維時の手による文書は存在しない。
- 村上朝において、内裏の屏風を飾る漢詩を大江朝綱・橘直幹・菅原文時の3人に作らせ、維時に選定させた[4]。この時、菅原文時は黄帝が「洞庭」の地で楽を開いた故事を詩にして傑作を書き上げたが、維時は「文時は洞庭湖の詩を読んでいるが、黄帝が楽を始めたのは呉の洞庭（太湖に浮かぶ山）である」と指摘して酷評した。結局、他の詩は採用されたものの、文時はこの時の屈辱を死の間際まで恨んだと言う（『江談抄』）[5]。

## 官歴
『公卿補任』による。
- 延喜16年（916年） 秋：文章生（高風送秋）
- 延喜17年（917年） 日付不詳：秀才
- 延喜18年（918年） 正月：美濃大掾
- 延喜21年（921年） 6月20日：六位蔵人、文章得業生美濃大掾如元
- 延喜22年（922年） 正月30日：近江権少掾
- 延長2年（924年） 2月1日：式部少丞
- 延長3年（925年） 正月：式部大丞
- 延長6年（928年） 正月7日：従五位下（蔵人労）。正月19日：昇殿。正月29日：大学助[6]
- 延長7年（929年） 9月23日：兼文章博士
- 延長9年（931年） 3月12日：兼備後介。7月3日：昇殿
- 承平3年（933年） 10月24日：兼紀伊権守
- 承平4年（934年） 正月7日：従五位上
- 承平5年（935年） 12月17日：兼式部少輔
- 天慶2年（939年） 正月7日：正五位下。2月2日：兼大学頭
- 天慶4年（941年） 正月7日：従四位下。2月9日：昇殿。3月28日：兼三河権守
- 天慶5年（942年） 3月29日：兼備前守
- 天慶7年（944年） 3月29日：式部大輔。4月22日：兼東宮学士（春宮・成明親王）
- 天慶9年（946年） 4月21日：昇殿。4月28日：正四位下（前坊学士労）。7月17日：兼左京権大夫。9月16日：改左京大夫
- 天暦元年（947年） 6月6日：兼美濃守
- 天暦4年（950年） 2月1日：参議、止大輔
- 天暦5年（951年） 正月30日：兼近江守。5月22日：兼式部権大輔
- 天暦9年（955年） 2月7日：従三位
- 天暦10年（956年） 正月27日：兼伊予権守
- 天徳2年（958年） 正月30日：止大輔（男斉光申任丞也）
- 天徳4年（960年） 8月22日：中納言。9月16日：昇殿
- 応和3年（963年） 6月7日：薨去（中納言従三位）、有勅贈従二位（依三代侍講也）

## 系譜
- 父：大江千古
- 母：巨勢文雄の娘
- 妻：藤原遠忠の娘
  - 男子：大江重光（?-970?） - 子に匡衡など。
  - 次男：大江斉光（934-987）
- 生母不明の子女
  - 女子：大江皎子（?-?） - 典侍・藤原兼通室